# Временное правительство Тосканы

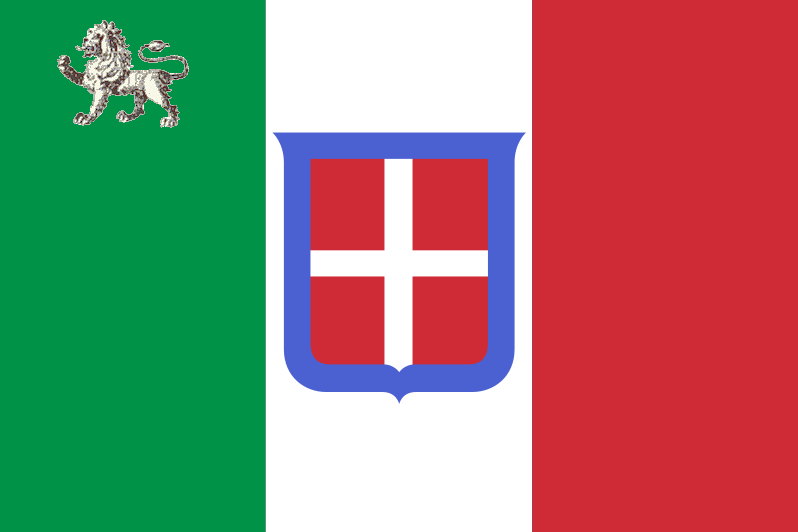
Флаг Временного правительства Тосканы.

Временное правительство Тосканы — высший исполнительно-распорядительный и законодательный орган государственной власти в Тоскане в 1859—1860 годах.

## История

### Предпосылки
В 1859 году Великое герцогство Тосканское, одно из многих государств, существовавших до объединения Италии, более века управлялось династией Лотарингии.
Лотарингия была глубоко связана с династией Габсбургами, правящей в Австрийской империей и контролировавшей Ломбардию-Венецию.
Великий герцог Тосканы Леопольдо II в феврале утвердил либеральную конституцию, а в марте 1848 года под давлением либерального движения послал регулярные войска из Тосканы вместе с войсками Пьемонта под трехцветным флагом с гербом Лотарингии. Однако впоследствии его проитальянские чувства подверглись жестокому испытанию сначала давлением близкородственных ему Габсбургов, а затем экспансионистским поведением Карла Альберта Савойского. Напуганный поведением Демократической партии, выступавшей против вывода войск с фронта, и после народных волнений в Ливорно, он бежал и укрылся в Гаэте. Вскоре он вернулся на престол благодаря австрийцам, но уже не пользовался прежним доверием народных масс.
В 1859 году, накануне Второй войны за независимость, как савойское, так и австрийское правительства оказывали давление на другие итальянские государства, чтобы привлечь их в свой лагерь, но, несмотря на родственные связи с австрийским правящим домом, великий герцог объявил себя нейтральным.

### Тосканская революция
В Великом герцогстве Тоскана действовало много сторонников дела итальянского единства, оформленных в различных организациях (либералы, монархисты, республиканцы, мадзинианцы) и представляющих наиболее значимые социальные группы, в том числе многих армейских офицеров. Очень активен был также Карло Бонкомпаньи, дипломатический представитель Королевства Сардиния при дворе Лотарингии.
23 апреля 1859 года события начали ускоряться, так как Австрийская империя направила ультиматум, предписывавший Пьемонту отвести войска от границы (ведь в предшествующие месяцы проводилась политика перевооружения и провокационных учебных действий савойской армии возле границ). Воззвание «тосканских солдат», адресованное «тосканским братьям», выражало волю армии великого герцога сражаться вместе с сардинской армией против австрийцев, прямо называя Италию «родиной».
24 апреля, в день Пасхи, некоторые выстроившиеся ведомства отказались сдать своё оружие великому князю и его двору, направлявшимся в собор для литургических торжеств.
В ночь на 25 апреля в некоторых казармах под возглас «Да здравствует Италия» был разбит бюст великого князя, а также повреждены портреты кронпринца и командующего великокняжеской армией генерала Феррари. В тот день происходили лихорадочные встречи между лидерами различных лагерей, выступавших за объединение Италии, и тосканскими конституционалистами во главе с бароном Беттино Рикасоли . Согласие не было найдено, поскольку некоторые из них хотели только выдвинуть требования о реформе и Статуте.
26 апреля Австрия объявила войну Сардинскому королевству: началась вторая война за независимость . Той же ночью во Флоренции, столице великого герцогства, состоялась ещё одна встреча лидеров различных политических групп в пользу объединения Италии, на которой также присутствовали многие офицеры тосканской армии. На следующий день во всех крупных городах была организована большая демонстрация, и была назначена временная хунта. Революция была готова разразиться.
Однако утром 27 апреля большая толпа спустилась на площадь Барбано, ограничившись криками о своей поддержке Сардинского королевства и ругательствами против Австрии; войска потребовали замены великокняжеского флага, очень похожего на габсбургский, на триколор и объявления войны Австрии. Великий князь Леопольд II, укрепившийся в Палаццо Питти со своими министрами, вызвал принца Нери Корсини, очень уважаемого либерала, который не имел прямого отношения к мятежникам, заявив, что он готов сформировать новое правительство, встать на сторону противников Австрии и принять конституцию. Для успокоения недовольства он дал согласие на поднятие войск триколора.
Леопольдо II покинул Флоренцию со своей семьей, но отказался отречься от престола, хотя Фердинанд IV фактически уже взошел на престол. Он уже не признавал своего правительства, но и не создавал другого.

### Создание временного правительства

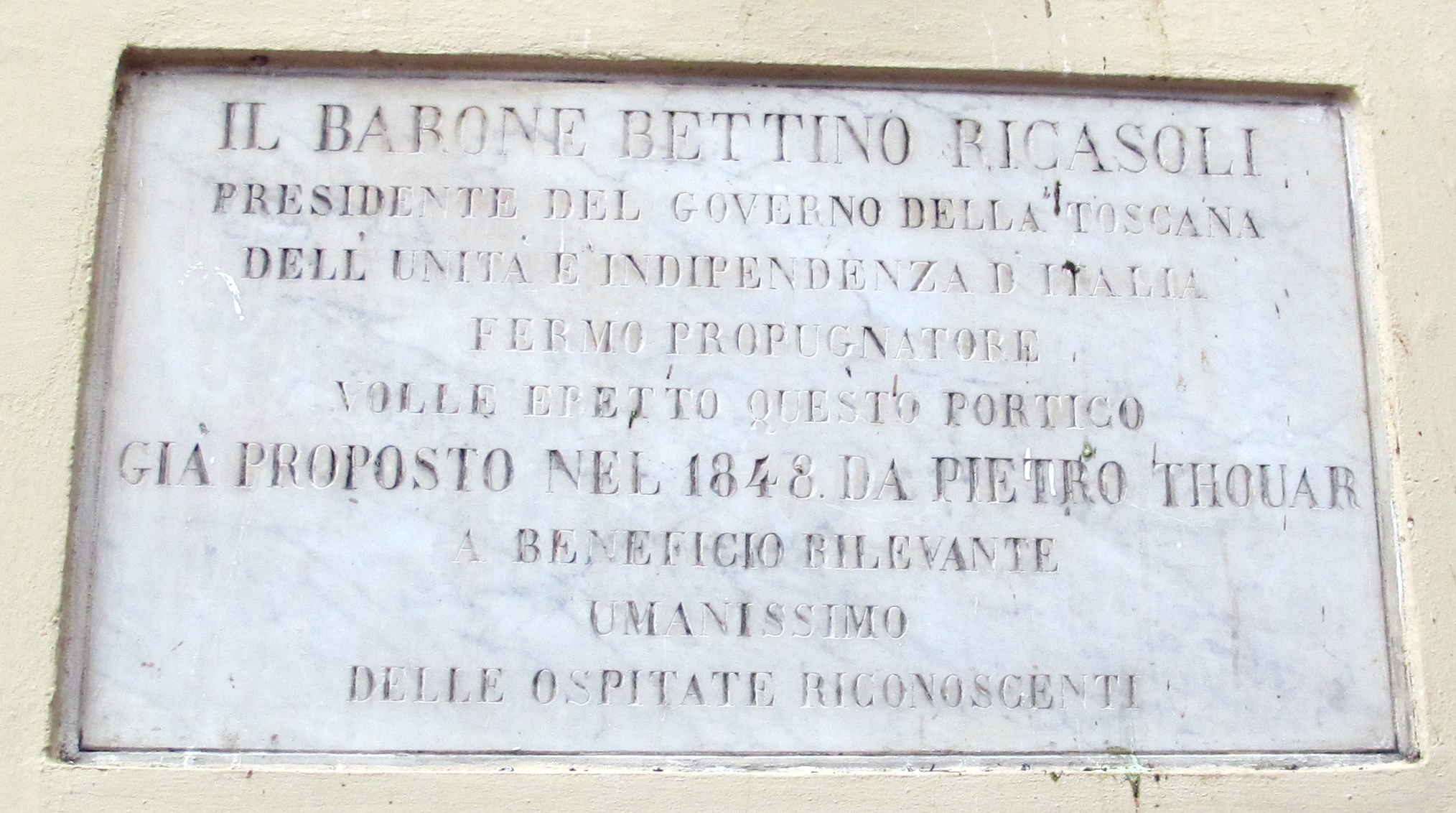
Флоренция, мемориальная доска в память о поступке Рикасоли на посту президента правительства Тосканы.

В тот же вечер, признав отсутствие законного правительства, муниципалитет Флоренции назначил Временное правительство Тосканы, сформированное Убальдино Перуцци, Винченцо Маленчини и Алессандро Данзини .
28 апреля временное правительство предложило диктатуру Витторио Эмануэле II, который, однако, счел уместным не согласиться, так как международная ситуация была очень изменчивой и, прежде всего, позиция Наполеона III, могущественного и основного союзника Савойи в войне против Австрийской империи, была неясной.
Витторио Эмануэле II ограничился предоставлением ему защиты и назначил своего посланника Карло Бонкомпаньи чрезвычайным комиссаром с функциями главы государства. Комиссар сначала попытался сформировать управление технических специалистов, затем, признав невозможность продолжения работы в этом направлении, 11 мая он сформировал правительственный кабинет с местными деятелями: Беттино Рикасоли, Козимо Ридольфи, Энрико Поджи, Раффаэле Бусакка, Паоло де Каверобусакка. Генерал Джироламо Кала Ульоа был назначен командующим армией.

### Эволюция
Таким образом, суверенитет Тосканы оставался неприкосновенным, но фактически это уже не было Великим Герцогством, поскольку 21 июля Леопольд II, который тем временем достиг двора Габсбургов, отрекся от престола в пользу своего сына Фердинанда IV, который, однако, не вступил в должность, не отрекся от престола и формально не отказался от своих полномочий.
5 мая указом Временного правительства армия Великого Герцогства Тоскана была реформирована, образовав:
- 1-й линейный полк на базе VII и IX Великокняжеских линейных батальонов;
- 2-й линейный полк на базе 5-го и 10-го линейных батальонов Великого Герцога;
- 3-й линейный полк на базе VI и VIII Великокняжеских линейных батальонов;
- 4-й линейный полк на базе I и III Великокняжеского линейного батальона;
- 5-й линейный полк на базе II и IV Великокняжеского линейного батальона;
- 6-й линейный полк, созданный на базе 1-го Великокняжеского охотничьего полка;
- Гренадерский полк, основанный на Великокняжеском батальоне Велити.

23 мая солдаты 5-го французского армейского корпуса высадились в Ливорно под командованием принца Наполеона Джероламо и заняли Аппенинские перевалы, чтобы предотвратить переворот со стороны австрийцев.
29 мая был объявлен союз Тосканы с Сардинским королевством и Францией в войне против Австрийской империи. Через два дня, признав бесполезность своего присутствия в Великом герцогстве, принц Наполеон Джероламо со своими войсками и войсками тосканских добровольцев, которыми командовал Джироламо Кала Ульоа, отправился в Ломбардию.
После перемирия в Виллафранке 1 августа чрезвычайный комиссар передал свои полномочия совету министров под председательством барона Беттино Рикасоли.
Были приняты положения, направленные на присоединение к Королевству Сардиния.

### Аннексия и роспуск

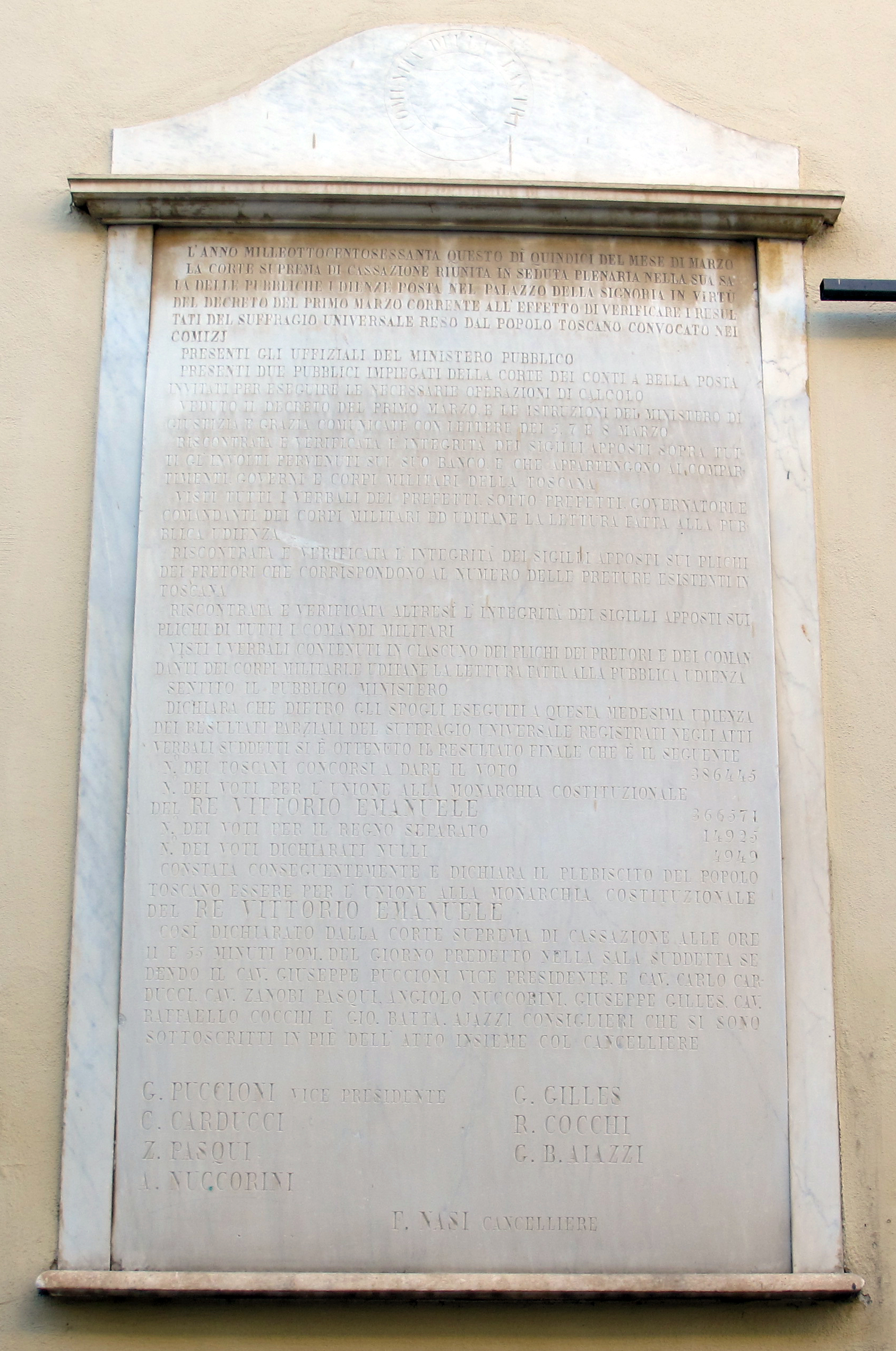
Мемориальная доска в память о плебисците 1860 года в Ластра-а-Синья

11 марта и 12 марта 1860 года был проведен плебисцит, на котором подавляющим большинством голосов было принято решение о присоединении Тосканы к Королевству Сардиния: 366 571 голос за, 14 925 голосов против (4 949 бюллетеней аннулированы за незаконную форму). Верховный кассационный суд Тосканы обнародовал решение 15 марта 1860 года, а формальный акт аннексии был подписан через несколько дней, 22 марта; Эудженио ди Савойя-Кариньяно стал наместником короля, генерал-губернатором стал Беттино Рикасоли.
Объединение не произошло внезапно, Тоскане была предоставлена широкая автономия, действие которой продлилось до 14 февраля 1861 года, за четыре дня до первого созыва парламента нового Итальянского королевства.
Полная и окончательная ассимиляция в административные структуры нового государства завершилась в октябре того же года указом от 9 октября 1861 года № 274.